# Nomada italica
Nomada italica är en biart som beskrevs av Dalla Torre och Heinrich Friese 1894. Nomada italica ingår i släktet gökbin, och familjen långtungebin. Inga underarter finns listade i Catalogue of Life.